# Dibutyldisulfid
Dibutyldisulfid ist eine chemische Verbindung aus der Gruppe der Disulfide.

## Vorkommen
Dibutyldisulfid wurde in Ferula assa-foetida nachgewiesen.

## Gewinnung und Darstellung
Dibutyldisulfid kann durch Oxidation von 1-Butanthiol gewonnen werden.

## Eigenschaften
Dibutyldisulfid ist eine hellgelbe Flüssigkeit, die praktisch unlöslich in Wasser ist.